# Clathria microxa
Clathria microxa är en svampdjursart som beskrevs av Desqueyroux 1972. Clathria microxa ingår i släktet Clathria och familjen Microcionidae. Inga underarter finns listade i Catalogue of Life.